# Martín de la Jara
Pour les articles homonymes, voir Martin.
Martín de la Jara est une commune située dans la province de Séville de la communauté autonome d’Andalousie en Espagne.

## Géographie

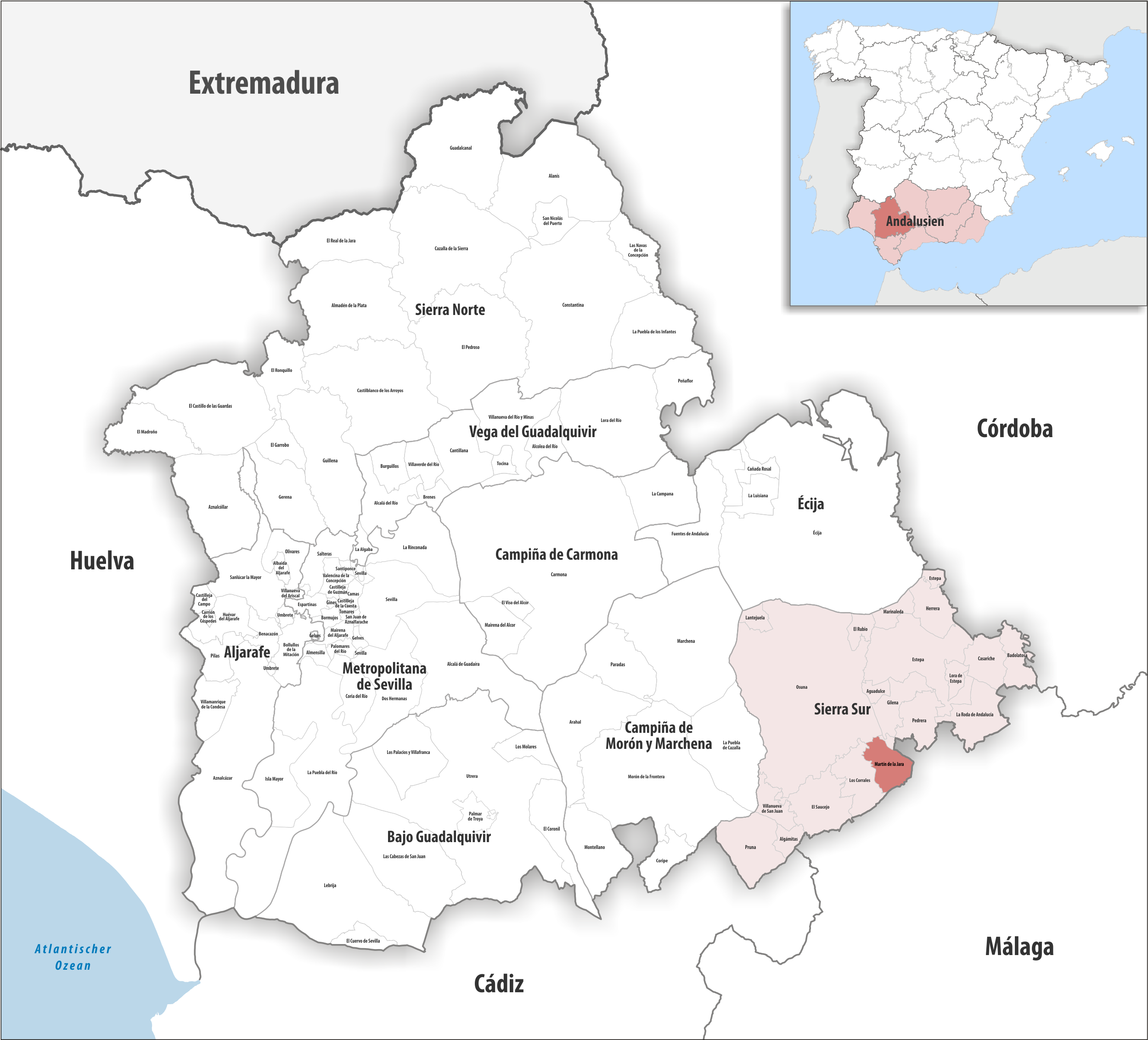
Martín de la Jara dans la comarque Sierra sud de Séville, province de Séville / en Andalousie

### Localisation
La commune de Martín de la Jara est dans le sud-est de la province de Séville, dans le sud de la comarque Sierra sud de Séville ; elle jouxte deux communes de la province de Malaga au sud et sud-est.
Séville est à 108 km ouest ; Madrid à 500 km nord ; Malaga à 90 km sud-est ; Gibraltar à 180 km sud-sud-ouest (distances par route).

### Communes voisines
Campillos et Sierra de Yeguas sont dans la comarque de Guadalteba, province de Malaga au sud et sud-est.

### Hydrographie
Le Blanco (es), affluent du Genil et sous-affluent du Guadalquivir, traverse la pointe nord-ouest de la commune ; il coule du sud au nord, venant de Los Corrales et ressortant sur Osuna.

## Administration
| Période                                  | Période | Identité | Étiquette | Qualité |
| ---------------------------------------- | ------- | -------- | --------- | ------- |
| N/A                                      | N/A     | N/A      | N/A       | Maire   |
| Les données manquantes sont à compléter. |         |          |           |         |